# Marine Corps Air Station Cherry Point

i7
i11
i13
Die Marine Corps Air Station Cherry Point oder MCAS Cherry Point ist ein 120 Quadratkilometer großer Militärflugplatz des United States Marine Corps in der Kleinstadt Havelock im Craven County in North Carolina, einem Bundesstaat der Vereinigten Staaten an der Ostküste des Landes. Der Stützpunkt wurde 1941 erbaut und wird seit 1942, zunächst unter dem Namen Cunningham Field, als Flugfeld genutzt. Aufgrund der Länge und Breite der Start- und Landebahnen war MCAS Cherry Point als Notlandeplatz für eventuelle Fehlstarts des Space Shuttle in Cape Canaveral, Florida geeignet.

## Stationierte Einheiten
- Hauptquartier des Commander Marine Corps Air Bases East
- Combat Logistics Company 21
- Marine Air Control Group 28
- Marine Aircraft Group 14 mit vier Einsatz- und einer Umschulstaffel McDonnell Douglas AV-8B Harrier II; die Umrüstung der MAG 14 auf die Lockheed Martin F-35 begann 2023 und wird sich bis 2030 hinziehen; dann sollen hier vier F-35B und zwei F-35C Staffeln stationiert sein.
- 2nd Marine Aircraft Wing
- Marine Wing Support Group 27

MCAS Cherry Point unterhält außerdem den Landeplatz MCALF Bogue in Bogue.

## Zwischenfälle
- Am 4. August 1948 entstand an einer Curtiss C-46/R5C-1 Commando des United States Marine Corps (USMC) (Luftfahrzeugkennzeichen Bu 50710) während des Fluges ein Feuer. Bei der Notlandung auf der Marine Corps Air Station Cherry Point wurde das Flugzeug zerstört. Alle Insassen überlebten den Unfall.[2]

- Am 27. September 1968 wurde eine Douglas DC-7CF der US-amerikanischen Universal Airlines (N7466) an der Marine Corps Air Station Cherry Point in Nebel und einer Wolkenuntergrenze von 100 Fuß (30 Metern) in den Boden geflogen, statt durchzustarten. Das Flugzeug wurde irreparabel beschädigt. Alle drei Besatzungsmitglieder, die einzigen Insassen auf dem Frachtflug, überlebten den Unfall.[3]

## Galerie

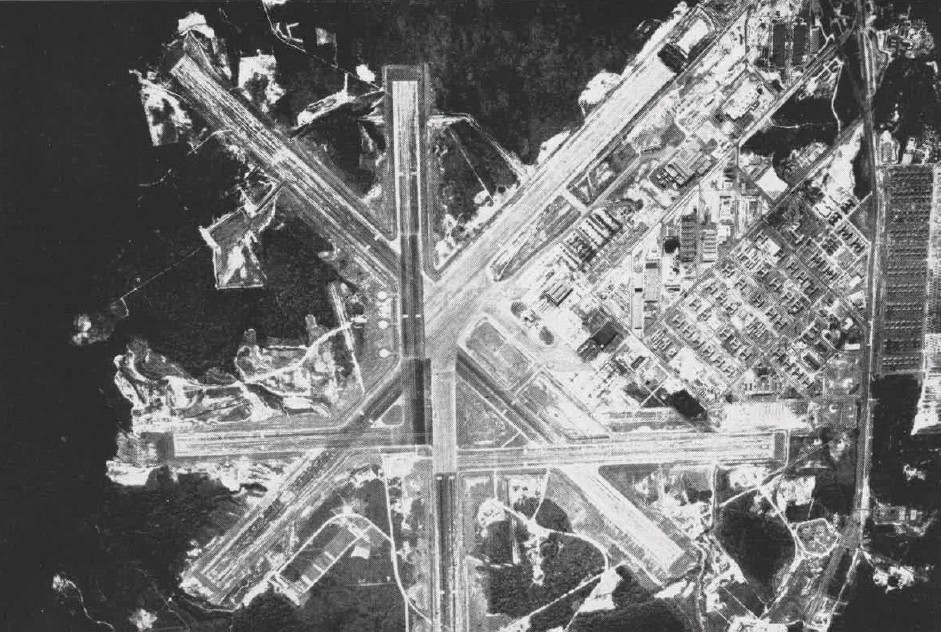
MCAS Cherry Point